# Tenonan
Tenonan is een bestuurslaag in het regentschap Sumenep van de provincie Oost-Java, Indonesië. Tenonan telt 2753 inwoners (volkstelling 2010).